# Vakaren
Vakaren var en svensk polisbåt, som byggdes av 1962 av Gustafsson & Anderssons Varvs & Mekaniska verkstad AB i Lidingö för Stockholms hamnpolis. Vid polisväsendets förstatligande 1965 övertogs hon av den nyorganiserade Sjöpolisen i Stockholm.
Vakaren ersatte polisbåten Silvergrogg. Hon tjänstgjorde 1962–1965 inom den kommunala hamnpolisen i Stockholm, som hade sitt högkvarter i Nikolai polisstation på Själagårdsgatan i Gamla stan, samt 1965–1970 inom Rikspolisstyrelsens polisdistrikt för Stockholms län. 